# Portalban
Portalban (Pouraban  en patois fribourgeois) est une ancienne commune et une localité du canton de Fribourg, située dans le district de la Broye.

## Histoire
Situé au bord du lac de Neuchâtel, le village est précédé par cinq sites lacustres, datant du Néolithique et de l'âge du bronze et qui ont fait l'objet de fouilles systématiques entre 1962 et 1979 dirigée par Hanni Schwab, l'archéologue cantonale de la ville de Fribourg durant cette période. Le site fut continuellement occupé par la suite, comme en témoigne la découverte, en 1900, d'une série de pièces de monnaie en or datant de 15 et 80 apr. J.-C.
Au Moyen Âge, le village est inclus dans la seigneurie de Delley avant d'être attaché au bailliage d'Estavayer (de 1536 à 1798), puis, sous forme de commune indépendante, aux districts d'Avenches jusqu'en 1803, de Montagny jusqu'en 1830) et de Dompierre jusqu'en 1848, où il rejoint le district de la Broye nouvellement créé. 
En 2005, la commune a fusionné avec sa voisine Delley pour former la nouvelle commune de Delley-Portalban.